# Jacob City
Jacob City és una població dels Estats Units a l'estat de Florida. Segons el cens del 2000 tenia 281 habitants.

## Demografia
Segons el cens del 2000, Jacob City tenia 281 habitants, 99 habitatges, i 73 famílies. La densitat de població era de 35 habitants/km².
Dels 99 habitatges en un 31,3% hi vivien nens de menys de 18 anys, en un 41,4% hi vivien parelles casades, en un 28,3% dones solteres, i en un 25,3% no eren unitats familiars. En el 22,2% dels habitatges hi vivien persones soles l'11,1% de les quals corresponia a persones de 65 anys o més que vivien soles. El nombre mitjà de persones vivint en cada habitatge era de 2,84 i el nombre mitjà de persones que vivien en cada família era de 3,36.
Per edats la població es repartia de la següent manera: un 30,6% tenia menys de 18 anys, un 7,8% entre 18 i 24, un 27% entre 25 i 44, un 20,6% de 45 a 60 i un 13,9% 65 anys o més.
L'edat mediana era de 35 anys. Per cada 100 dones de 18 o més anys hi havia 66,7 homes.
La renda mediana per habitatge era de 24.583 $ i la renda mediana per família de 22.292 $. Els homes tenien una renda mediana de 25.481 $ mentre que les dones 21.875 $. La renda per capita de la població era d'11.037 $. Entorn del 24,7% de les famílies i el 26% de la població estaven per davall del llindar de pobresa.

## Poblacions més properes
El següent diagrama mostra les poblacions més properes.